# Pařížské vodní kanály

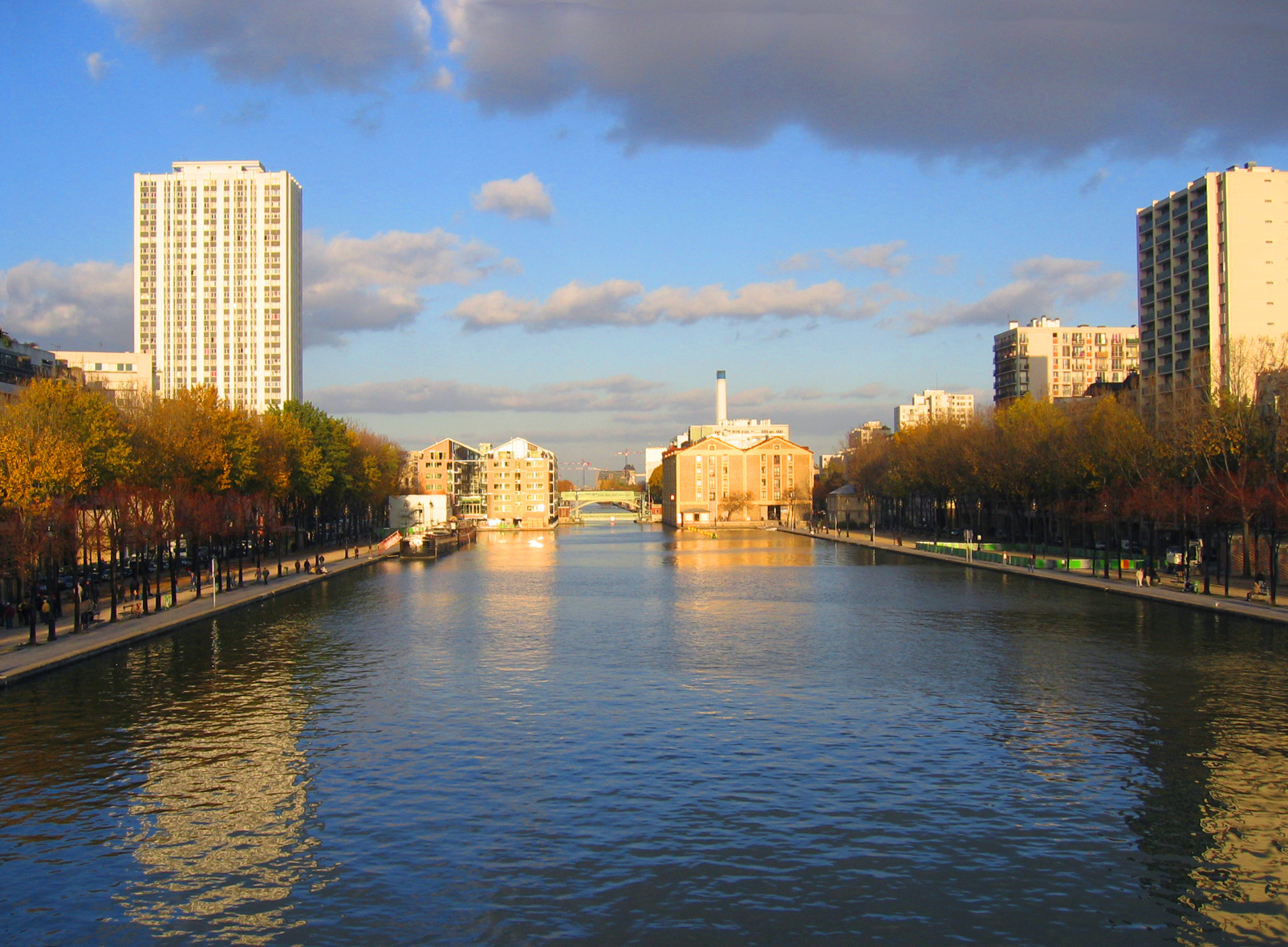
Canal de l'Ourcq v 19. obvodu

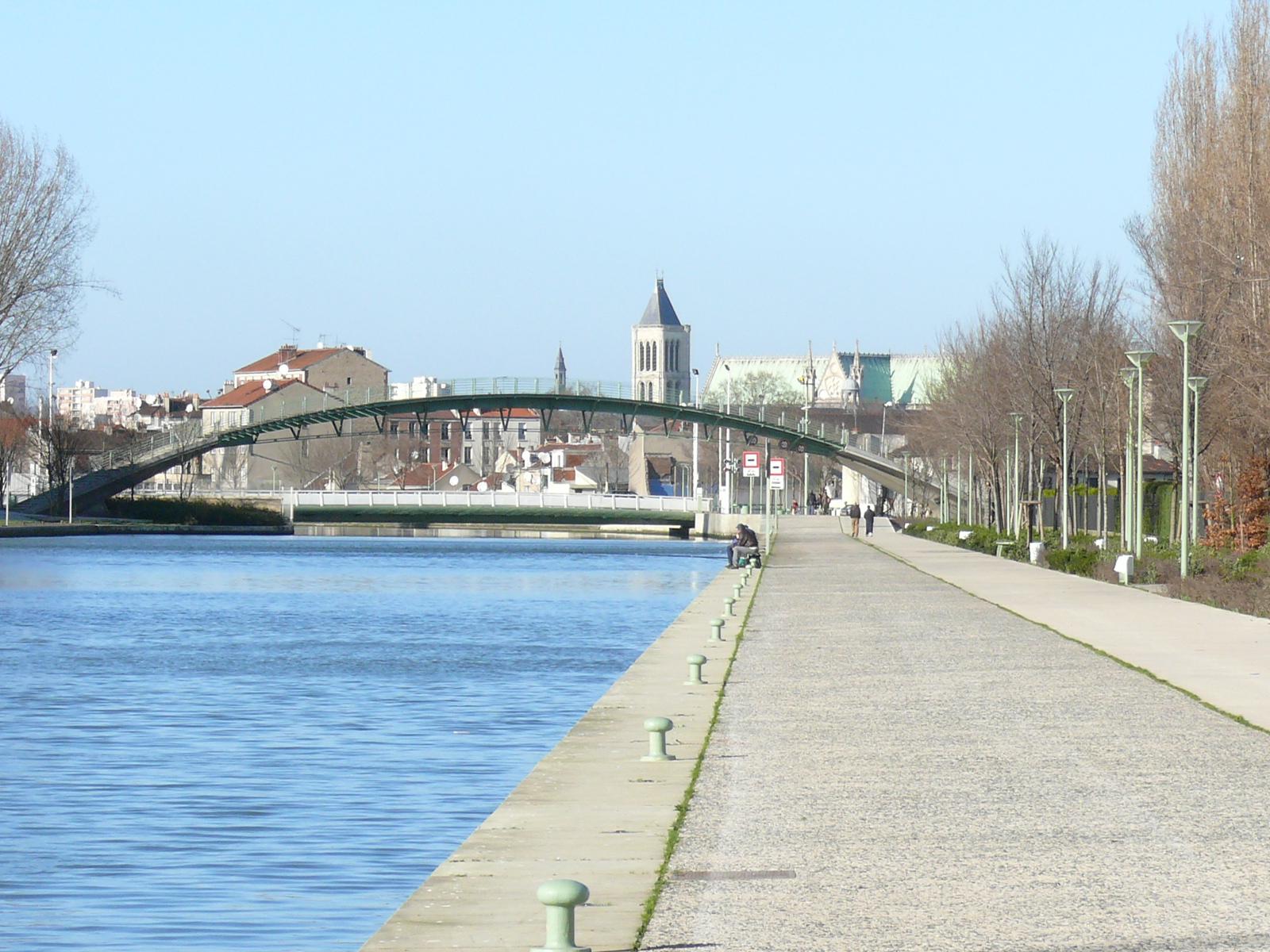
Canal Saint-Denis ve městě Saint-Denis (v pozadí zdejší bazilika

Pařížské vodní kanály tvoří síť vodních průplavů v Paříži a jejím okolí o celkové délce 130 km. Zahrnuje řadu technických děl jako jsou mosty, plavební komory nebo čerpadla. Síť vytvořilo město Paříž na základě vyhlášky z 19. května 1802 vydané Napoleonem kvůli zásobování Paříže pitnou vodou a usnadnění přepravy zboží a osob.

## Charakteristika
Síť je v majetku města Paříže, které ji spravuje a udržuje. Kanály se nerozkládají pouze na území města, ale zasahují i do okolích departementů (Aisne, Oise, Seine-et-Marne a Seine-Saint-Denis) ve dvou regionech (Île-de-France a Picardie).
Síť se skládá z následujících částí:
- Canal Saint-Martin (4,5 km) je celý umístěný v Paříži (19., 10., 11., 4. a 12. obvod). Spojuje bassin de la Villette a bassin de l'Arsenal, přes něhož je propojen se Seinou.
- Canal Saint-Denis (6,6 km) vede od bassin de la Villette do Saint-Denis v departementu Seine-Saint-Denis.
- Canal de l'Ourcq (97 km) vede od bassin de la Villette do Mareuil-sur-Ourcq v departementu Oise.
- Řeka Ourcq, která je v délce 10 km svedena do umělého kanálu v úseku proti proudu od Mareuil-sur-Ourcq.
- Několik malých řek, které částečně napájejí kanál Ourcq:
  - Gergogne a Grivette přivádějí vodu do kanálu z řeky Ourcq v departementech Oise a Seine-et-Marne.
  - Beuvronne a Thérouanne přivádějí vodu z řeky Marny v Seine-et-Marne.
- Malý kanál Clignon (2 km) spojující canal de l'Ourcq s řekou Clignon mezi Neufchelles v Oise a Montigny-l'Allier v Aisne, kanál přechází přes řeku Ourcq po mostě.